# Tim Hortons Field
Il Tim Hortons Field è uno stadio polifunzionale situato a Hamilton, in Canada. L'impianto ospita le partite casalinghe della squadra di football canadese degli Hamilton Tiger-Cats e di quella di calcio del Forge FC, è stato inoltre il luogo di svolgimento dei tornei di calcio dei XVII Giochi panamericani, ospitati nel 2015 da Toronto e dalle zone circostanti.

## Storia
Quando venne assegnata a Toronto l'organizzazione dei Giochi panamericani del 2015, il comitato organizzatore aveva scelto Hamilton come sede per costruire un nuovo stadio per le gare di calcio e atletica leggera; l'ubicazione scelta dal comitato non incontrò però i favori di Bob Young, il proprietario della locale squadra di football che avrebbe utilizzato lo stadio dopo la manifestazione. Un compromesso venne trovato soltanto nel 2012, ma nel frattempo il comitato organizzatore aveva deciso di spostare le gare di atletica allo York Lions Stadium, portando così alla scelta di cassare la pista di atletica dal progetto.
Lo stadio venne costruito nello stesso sito dove precedentemente sorgeva l'Ivor Wynne Stadium, riorientando però il campo sull'asse nord-sud. I lavori furono completati nel 2014, con più di un anno di ritardo, e già pochi anni dopo l'inaugurazione fu necessario procedere a degli interventi di ristrutturazione.
Nel luglio 2013 venne annunciato dagli Hamilton Tiger-Cats un accordo di sponsorizzazione con la catena di caffetterie Tim Hortons, che avrebbe dato il nome allo stadio per un periodo di 10 anni, tuttavia nel corso dei giochi panamericani, visto il divieto di sponsorizzazioni, lo stadio ha preso temporaneamente il nome di CIBC Hamilton Pan Am Soccer Stadium.

## Caratteristiche
L'impianto è dotato di due tribune sui lati lunghi del campo, ogni tribuna è composta da due anelli. La capienza totale della struttura è di 23.218 posti, che vengono ridotti a 10.016 per le partite di calcio con la chiusura dell'anello superiore.